# Arethusinae
Sous-tribu
La sous-tribu des Arethusinae est une sous-tribu de la tribu des Arethuseae, de la sous-famille des Epidendroideae, dans la famille des Orchidaceae.
En 1993, lorsque Robert Louis Dressler proposa une nouvelle classification de la famille des Orchidées, cette sous-tribu  se limitait à deux genres (Arethusa & Eleorchis) et était classée au sein de la tribu des Arethuseae. 
Le genre Anthogonium ne fut rattaché que plus tard, le caractère monophylétique de cette tribu faisant l'objet de nombreuses études, puis des analyses phylogénétiques approfondies ont permis d'intégrer deux autres genres (Arundina & Calopogon) à cette sous-tribu. Le genre Arundina étant  considéré comme une sous-tribu à part selon la classification de Dressler, les Arundinae. 
Il est cependant très vraisemblable que la classification actuelle évolue dans les années à venir.  

## Liste desgenres

### Selon le NCBI
Selon le NCBI :
- Anthogonium Wall. ex Lindl. (1836).
- Arethusa L. (1753).
- Arundina Blume (1825).
- Calopogon R.Br. (1813).
- Eleorchis F.Maek. (1935).